# حوزه انتخابیه تفت و میبد
حوزهٔ انتخاباتی تفت و میبد یکی از حوزه‌های استان یزد برای انتخابات مجلس شورای اسلامی است. این حوزه به مرکزیت تفت، ۱ نماینده دارد.
این حوزه تنها حوزه‌ای در کشور است که یکپارچه نیست. شهرستان صدوق (اشکذر) میان دو شهرستان تفت و میبد فاصله انداخته‌است.

## نمایندگان
- دوره نخست : ابوالقاسم وافی یزدی
- دوره دوم ابوالقاسم وافی یزدی
- دوره سوم : علیرضا فرزاد
- دوره چهارم : سید محمدتقی محصل همدانی
- دوره پنجم : سید محمد‌تقی محصل همدانی
- از دوره ششم میبد از حوزه انتخابیه اردکان و میبد انتزاع یافت و به حوزه انتخابیه تفت و میبد پیوست.
- دوره ششم : سراج‌الدین وحیدی مهرجردی
- دوره هفتم : سید جلال یحیی‌زاده فیروزآبادی
- دوره هشتم : سید جلال یحیی‌زاده فیروزآبادی
- دوره نهم : سید جلال یحیی‌زاده فیروزآبادی
- دوره دهم : کمال دهقانی فیروزآبادی
- دوره یازدهم : سید جلیل میرمحمدی میبدی
- دوره دوازدهم : سید جلیل میرمحمدی میبدی

## پی‌نوشت و منبع
- «جدول حوزه‌های انتخابیه در انتخابات نهمین دورهٔ مجلس شورای اسلامی» (PDF). مرکز پژوهش و سنجش افکار صدا و سیما. بایگانی‌شده از اصلی (PDF) در ۵ اكتبر ۲۰۱۸. دریافت‌شده در ۱۰ فوریه ۲۰۱۶. تاریخ وارد شده در |archive-date= را بررسی کنید (کمک)